# Phytomyza acuminata
Phytomyza acuminata är en tvåvingeart som beskrevs av Gabriel Strobl 1909. Phytomyza acuminata ingår i släktet Phytomyza och familjen minerarflugor.
Artens utbredningsområde är Österrike. Inga underarter finns listade i Catalogue of Life.